# Oberhof (Argóvia)
Oberhof é uma comuna da Suíça, situada no distrito de Laufenburg, no cantão de Argóvia. Tem 8,20 km² de área e sua população em 2018 foi estimada em 605 habitantes.